# Copa lineata
Copa lineata is een spinnensoort uit de familie van de loopspinnen (Corinnidae).
De wetenschappelijke naam van de soort werd in 1903 gepubliceerd door Eugène Simon.